# Catenulidae
Famille
Les Catenulidae sont une famille de vers plats libres, appartenant au sous-embranchement des Catenulida.

## Liste desgenres
- Africatenula Young, 1976
- Catenula Duges, 1832
- Dasyhormus Marcus, 1945
- Suomina Marcus, 1945